# Kodakahalli, Arkalgud
Kodakahalli là một làng thuộc tehsil Arkalgud, huyện Hassan, bang Karnataka, Ấn Độ.